# Poa austrohercynica
Poa austrohercynica là một loài thực vật có hoa trong họ Hòa thảo. Loài này được Wein miêu tả khoa học đầu tiên năm 1909.